# شاه‌بوف دماغه
شاه‌بوف دماغه یا آله‌بوف دماغه (نام علمی: Bubo capensis) نام یک گونه از سرده بوف‌ها است.